# Non-Stop (álbum de Andy Bell)
Non-Stop es el segundo álbum solista de Andy Bell, cantante de Erasure.

## Descripción
Non-Stop fue coescrito y coproducido por Andy Bell y Pascal Gabriel
productor de, entre otros, S'Express, Debbie Harry, Kylie Minogue, Dannii Minogue, Ladyhawke, Sophie Ellis-Bextor y Little Boots.

Originalmente, Andy Bell había empezado a trabajar con el productor Stephen Hague, con quien había trabajado en el álbum The Innocents de Erasure. Cuando Daniel Miller, director de Mute Records, escuchó los primeros demos, pensó que sonaba demasiado como Erasure y le pidió que se diferenciara, por lo que cambió a Hague por Pascal Gabriel.

Previo a la edición de este álbum, Mute Records realizó una estrategia de marketing editando 2 sencillos: Running Out y Will You Be There? pero apareciendo con el seudónimo Mimó y no figurando Andy Bell. Cuando se editó el álbum Non-Stop, entonces sí se usó el nombre de Andy Bell y se renombraron bajo este nombre los sencillos anteriores. Más tarde, se editaron un tercer y un cuarto sencillo: Call On Me y Non-Stop.

Non-Stop incluye un dúo con Perry Farrell, cantante de Jane's Addiction.
La canción DHDQ (Debbie Harry Drag Queen) es un tributo a Debbie Harry, de quien Bell es fanático.

## Listado de canciones
| N.º | Título                                                                      | Escritor(es)              | Duración |  |
| 1.  | «Running Out»                                                               | Andy Bell, Pascal Gabriel | 3:25     |  |
| 2.  | «Call On Me»                                                                | Andy Bell, Pascal Gabriel | 3:50     |  |
| 3.  | «Subject/Object»                                                            | Andy Bell, Pascal Gabriel | 3:44     |  |
| 4.  | «Say What You Want»                                                         | Andy Bell, Pascal Gabriel | 3:35     |  |
| 5.  | «Will You Be There?»                                                        | Andy Bell, Pascal Gabriel | 3:30     |  |
| 6.  | «Slow Release»                                                              | Andy Bell, Pascal Gabriel | 3:39     |  |
| 7.  | «Touch»                                                                     | Andy Bell, Pascal Gabriel | 3:31     |  |
| 8.  | «Non-Stop»                                                                  | Andy Bell, Pascal Gabriel | 3:31     |  |
| 9.  | «DHDQ»                                                                      | Andy Bell, Pascal Gabriel | 3:17     |  |
| 10. | «Honey If You Love Him (That's All That Matters)» (featuring Perry Farrell) | Perry Farrell             | 4:56     |  |

## Non-Stop (Boxset)
En diciembre de 2010, Mute Records editó una versión limitada en forma de box set con cuatro discos, que incluyen el álbum original más el sencillo Call On Me y dos discos más que incluyen los sencillos Running Out, Will You Be There? y Non Stop. "Running Out" y "Will You Be There?" fueron puestos juntos en un solo disco con la misma lista de temas.

El sencillo "Non Stop" trae el mismo tracklist del original pero incluye 3 bonus tracks: "Pop Pop Pop Pop", "Keep It to Yourself" and "Cosmic Climb".